# 孔榮宗
孔榮宗，號恢初，河南汝寧府光州商城縣人。明朝政治人物。

## 生平
博通史籍，尤明习国家故事。万历四十六年（1618年）戊午科河南鄉試舉人，四十七年（1619年）联登己未科進士，工部觀政，本年六月除长垣知县，以廉能著。天啓二年（1622年）壬戌调繁湖廣蕲水县，甫下车，见学校颓败，愀然曰：诸生读六经，取金紫，而可弁髦先师如此乎？遂捐三百金为之倡，邑人踊跃赴之，越八月告成。制豪猾，恤里甲，蠲罚锾，种种善政，人戴之如父母，为立孔迩坊。秩满，天啓四年升礼部儀制司主事，迁员外郎，又建南国棠荫坊。以魏忠贤弄权拂袖归里。崇禎初，起复山東副使，三年六月升湖广右参政，邑人崇祀乡贤。

## 家族
曾祖孔琳。祖父孔允禎。父孔家言。